# Will Porter
Pour les articles homonymes, voir Porter.
Pas d'image ? Cliquez ici

a Compétitions nationales et continentales officielles uniquement.

b Matchs officiels uniquement.
Dernière mise à jour le 2 janvier 2025.
Will Porter, né le 14 décembre 1998 à Philadelphie (États-Unis), est un joueur anglais de rugby à XV jouant au poste de demi de mêlée aux Harlequins.

## Biographie
Will Porter naît à Philadelphie aux États-Unis, mais grandit en Angleterre. Il commence la pratique du rugby à XV dans des clubs locaux puis est recruté par les Wasps à l'âge de 15 ans. Il joue d'abord demi d'ouverture puis et replacé demi de mêlée.
Il commence sa carrière professionnelle en 2016 aux Wasps, puis est prêté durant la saison 2017-2018 aux Rotherham Titans. Il commence à gagner du temps de jeu avec les Wasps en 2019-2020. En 2021, il est de nouveau prêté, cette fois au Ampthill RUFC.
En début de saison 2022-2023, à la suite du redressement judiciaire de son club, son contrat se termine. Il s'engage alors aux Bristol Bears pour finir la saison afin de remplacer Harry Randall, absent sur blessure. Il n'y joue que six matchs avant de quitter le club.
Après moins d'une saison passée aux Bristol Bears, il rejoint les Harlequins à partir de la saison 2023-2024.
En début de saison 2024-2025, il prolonge son contrat avec sa nouvelle équipe. Au mois de novembre 2024, il est sélectionné en équipe d'Angleterre A (équipe d'Angleterre réserve) et affronte l'Australie A (en).